# 알레나 브르자뇨바
알레나 "아야" 브르자뇨바(체코어: Alena "Ája" Vrzáňová, 1931년 5월 16일 ~ 2015년 7월 30일)는 체코의 피겨 스케이팅 선수로 체코슬로바키아를 대표했다. 브르자뇨바는 1949년 및 1950년 세계 선수권 대회에서 우승했고 1950년 유럽 선수권 대회에서 우승했다.

## 개인 생활
브르자뇨바는 1931년에 체코슬로바키아 프라하에서 태어났다. 피겨 스케이팅에 이어서, 그녀는 또한 피아노를 연주하고 발레 학교에 다녔다.
1969년에 브르자뇨바는 체코 출신의 여관 주인 파벨 스테인들러와 결혼했다. 그들은 2명의 아이를 입양했다.

## 선수 경력
브르자뇨바는 3세때 부모가 스케이트를 사면서 스케이트를 배우기 시작했다. 그들은 크르코노셰 산에서 겨울을 보냈다. 그녀가 초겨울 밤에 스케이트를 타야하기 때문에, 훈련 조건은 어려웠다.
1947년 초에, 그녀는 아르놀트 게르슈빌러의 지도를 받기위해 리치몬드주 런던으로 이주했다. 1947년에, 브르자뇨바는 전체코슬로바키아 선수권 대회에서 우승했고 1947년 세계 피겨 스케이팅 선수권 대회에서 7위를 했다.
브르자뇨바는 1948년 동계 올림픽에서 체코슬로바키아를 대표했다. 그녀는 같은 나라 선수 이리나 네콜로바 뒤에서 5위를 했다.
1950년 유럽 선수권 대회에서 우승한후, 그녀는 1950년 세계 선수권 대회에서 2번째로 우승했다. 이후, 그녀는 집에가는 대신에 유럽 여행을 했다. 브르자뇨바가 현역에서 은퇴한후, 미국으로 이주했다.
브르자뇨바는 2009년에 세계 피겨 스케이팅 명예의 전당에 헌액되었다.